# Селенат магния
Селенат магния — неорганическое соединение,
соль магния и селеновой кислоты с формулой MgSeO4,
бесцветные кристаллы,
растворяется в воде,
образует кристаллогидраты.

## Получение
- Растворение карбоната магния в растворе селеновой кислоты

{\displaystyle {\mathsf {MgCO_{3}+H_{2}SeO_{4}\ \xrightarrow {60-70^{o}C} \ MgSeO_{4}+CO_{2}\uparrow +H_{2}O}}}

## Физические свойства
Селенат магния образует бесцветные кристаллы
ромбической сингонии,
параметры ячейки a = 0,4925 нм, b = 0,9026 нм, c = 0,6816 нм, Z = 4
.
Растворяется в воде.
Образует кристаллогидраты состава MgSeO4•n H2O, где n = 2, 4, 5 и 6.